# Дашевский, Александр Владимирович
Александр Владимирович Дашевский (11 августа 1968) — российский менеджер, работающий на руководящих должностях в нефтегазовых компаниях, с 2010 года по 2012 год — старший вице-президент по добыче нефти и газа в компании «Башнефть».

## Биография
Окончил Грозненский нефтяной институт по специальности «Технология и комплексная механизация нефтяных и газовых месторождений» в 1990 году, в 2003 год году окончил Университет нефти и газа им. Губкина, специальность — «Экономика и управление на предприятии нефтяной и газовой промышленности».
С 1990 по 2000 год занимал различные должности «Пурнефтегазе» и «Самаранефтегазе», в период с 2000 по 2005 год являлся заместителем генерального директора — главным инженером и первым заместителем управляющего — директором по развитию производства в компании «Томскнефть». С 2005 по 2008 год работал на должностях директора департамента перспективного планирования и подготовки инвестиционных проектов, директора департамента нефтегазодобычи в корпорации «Роснефть», с 2008 по 2009 год был генеральным директором ЗАО «Ванкорнефть» — дочернего предприятия «Роснефти».
С января 2010 года занимал должность вице-президента по добыче нефти и газа, затем — старшего вице-президента по добыче нефти и газа в «Башнефть». В мае 2012 года покинул компанию в связи с произошедшей аварией при разработке месторождения Требса (двое суток не удавалось заглушить фонтан нефти, возникший при расконсервировании скважины).
В июля 2013 года назначен Первым заместителем генерального директора СП «Вьетсовпетро» (совместное российско-вьетнамское нефтегазовое предприятие в г. Вунгтау, Вьетнам).
С июля 2014 г. является заместителем Генерального директора по добыче АО «Зарубежнефть». Уволен в мае 2019 г.

## Публикации
- К. Уразаков, А. Дашевский, С. Здольник. Справочник по добыче нефти. М.: Недра, 2006 год
- Дашевский А.В., Кагарманов И.И., Зейгман Ю.В., Шамаев Г.А. Справочник инженера по добыче нефти.